# Вихерт, Эмиль
Ио́ганн Э́миль Ви́херт (нем. Johann Emil Wiechert; 26 декабря 1861, Тильзит (Восточная Пруссия, королевство Пруссия) — 19 марта 1928, Гёттинген) — немецкий физик.

## Биография
Вихерт родился в прусской провинции Тильзит в семье Иоганна и Эмили Вихерт.
После смерти отца мать с сыном переехали в Кёнигсберг для его учёбы в университете. Из-за финансовых проблем обучение затянулось, но в 1889 году он получил диплом и степень доктора философии Кёнигсбергского университета, где и работал. На следующий год он получил право читать лекции по физике.
До 1897 год преподавал и проводил исследования в Кёнигсбёргском университете под руководством Пауля Фолькманна.
С 1898 года, после приглашения, он работал в университете Гёттингена: сначала помощником Вольдемара Войгта, а с 1898 года — в должности доцента геофизики — директором Геофизической лаборатории.
С 1905, став профессором, Вихерт проработал в лаборатории до конца карьеры. Член-корреспондент Берлинской АН (1911), иностранный член-корреспондент Петербургской АН (1912).
Похоронен на Гёттингенском городском кладбище.

## Семья
Был женат на Хелене Зибарт, дочери юриста, детей они не имели.

## Научная деятельность
Независимо от Дж. Дж. Томсона открыл электрон. Внёс значительный вклад в физику катодных лучей.
Студентам-физикам известен в паре с Альфредом-Мари Лиенаром по выражению для
потенциалов электромагнитного поля, названного их именем (потенциа́лы Лиена́ра—Ви́херта).
Вихерт — автор многих научных работ, в том числе передовых исследований сейсмических волн.
Работы Вихерта относятся к электродинамике, изучению рентгеновских и катодных лучей, геофизике, теории относительности. Независимо от Дж. Стокса развил первые теоретические представления о происхождении открытых В. Рёнтгеном икс-лучей (1896). Разработал метод прямого определения скорости частиц катодных лучей (1899), определил их удельный заряд (опыт Вихерта).
Геофизические работы посвящены исследованию распределения масс внутри Земли, формы Земли, земного магнетизма, землетрясений, изучению распространения сейсмических волн при землетрясениях. Разработал теорию автоматических сейсмографов и теорию микросейсмических явлений. В 1897 году установил существование ядра Земли. По инициативе Вихерта в 1922 году было основано Немецкое сейсмологическое общество (ныне Немецкое геофизическое общество); он же был его первым председателем.

## Память
В честь Э. Вихерта были названы:
- медаль, вручаемая Немецким геофизическим обществом с 1955 года.
- Вихерт (лунный кратер) на обратной стороне Луны.